# Thomas Smith (érudit)
Pour les articles homonymes, voir Thomas Smith (homonymie).
Thomas Smith est un antiquaire, bibliothécaire et historien anglais né le 3 juin 1638 à Londres et mort le 11 mai 1710 dans cette même ville.

## Biographie
Fils d'un marchand londonien, Thomas Smith est admis au Queen's College de l'université d'Oxford en 1657. Il décroche son Bachelor of Arts en 1661, puis son Master of Arts en 1663. Il devient le principal de la Magdalen College School (en) la même année.
Féru d'orientalisme, Smith enseigne l'hébreu au Magdalen College dans les années 1660. Il est élu fellow de ce college en 1667. L'année suivante, il quitte l'Angleterre pour accompagner en tant que chapelain l'ambassadeur Daniel Harvey (en) à Constantinople, où il réside jusqu'en 1671. Il ramène de ce séjour un certain nombre de manuscrits grecs, dont trois qu'il offre à la bibliothèque Bodléienne.
Smith est élu vice-président du Magdalen College en 1682. À la mort du président Henry Clerke (en), en 1687, il tente en vain d'être élu pour lui succéder. Après la Glorieuse Révolution de 1688, il refuse de prêter le serment d'allégeance aux nouveaux souverains Guillaume et Marie, ce qui lui vaut d'être déchu de son statut de fellow en 1692.
À cette date, Smith a déjà quitté Oxford pour Londres, où il s'est lié d'amitié avec le baronnet John Cotton (en), qui lui confie la gestion de la bibliothèque assemblée par son grand-père Robert Bruce Cotton. Lorsque Cotton lègue la bibliothèque à la couronne anglaise, en 1702, Smith ambitionne d'en être nommé le gardien, mais il est à nouveau déçu. Il reste actif intellectuellement jusqu'à sa mort en 1710, entretenant notamment une correspondance soutenue avec le bibliothécaire Thomas Hearne à qui il lègue ses papiers et ses livres.

## Publications
Au cours de sa carrière, Thomas Smith publie des ouvrages dans des domaines variés. Son premier livre, Diatriba de Chaldaicis paraphrastis (1662), est une étude des targoums araméens de l'Ancien Testament. En plus de ses ouvrages orientalistes, il est également l'auteur d'un inventaire détaillé de la bibliothèque Cotton, Catalogus librorum manuscriptorum bibliothecae Cottonianae (1696), et d'une série de biographies d'intellectuels anglais, Vitae quorundam eruditissimorum et illustrium virorum (1707).